# Taïtsy
Taïtsy (en finnois : Taaitsa, en russe : Та́йцы) est une Commune urbaine du raïon de Gatchina de l'oblast de Léningrad, en Russie.

## Géographie
Elle est bordée à l'est et au sud par les communes de Verevo du raïon de Gatchina et à l'ouest par Pudost et au nord par Villozi du raïon de  Lomonossov.
Environ 27,3 %  de la superficie est forestière, 47,8 % agricole, 17,6 % résidentielles et 4,7 % protégées.

## Population
Recensements (*) ou estimations de la population :
| 1989  | 2002  | 2010  | 2013  |
| ----- | ----- | ----- | ----- |
| 2 929 | 2 644 | 2 853 | 3 143 |

| 2015  | 2021  | - | - |
| ----- | ----- | - | - |
| 3 375 | 2 817 | - | - |